# 旧制中等教育学校の一覧 (石川県)
石川県における旧制中等教育学校の一覧（きゅうせいちゅうとうきょういくがっこうのいちらん）とは、学制改革前（第二次世界大戦前）の石川県内での旧学制の中等教育学校をまとめた一覧である。

## 旧制中学校

### 国立
- （旧制）金沢高等師範学校附属中学校（1947年）⇒《新制》金沢高等師範学校附属高等学校 ⇒ 金沢大学教育学部附属高等学校 ⇒ 金沢大学人間社会学域学校教育学類附属高等学校（2008年）

### 公立
- 石川県尋常中学校（1893年）⇒ 石川県第一尋常中学校 ⇒ 石川県立金沢第一中学校 ⇒《新制》石川県立金沢第一高等学校 ⇒（1949年：共学化）石川県立金沢泉丘高等学校
- 石川県第二中学校（1899年）⇒ 石川県立第二中学校 ⇒ 石川県立金沢第二中学校 ⇒（学制改革に際し廃校）→（1963年：後継校として新設）石川県立金沢錦丘高等学校 ⇒ 石川県立金沢錦丘中学校・高等学校（2004年）
- 石川県第三尋常中学校（1899年）⇒ 石川県立第三中学校 ⇒ 石川県立七尾中学校 ⇒《新制・統合》石川県立七尾高等学校
- 石川県第四中学校（1898年）⇒ 石川県立第四中学校 ⇒ 石川県立小松中学校 ⇒《新制・統合》石川県立小松高等学校
- 石川県立金沢第三中学校（1921年）⇒《新制・統合》石川県立金沢第三高等学校 ⇒ 石川県立金沢桜丘高等学校（1949年）
- 石川県立羽咋中学校（1923年）⇒《新制・統合》石川県立羽咋高等学校
- 石川県立輪島中学校（1923年）⇒《新制・統合》石川県立輪島高等学校
- 石川県立大聖寺中学校（1923年）⇒《新制・統合》石川県立大聖寺高等学校
- 飯田町外六ヶ町村学校組合石川県飯田中学校（1929年）⇒ 石川県立飯田中学校 ⇒《新制・統合》石川県立飯田高等学校

### 私立
- 金沢中学校（1928年）⇒《新制》金沢高等学校
- 金沢高等予備学校（1922年）⇒ 金沢夜間中学 ⇒ 尾山中学校（1946年）⇒《新制》尾山高等学校 ⇒（藤花高等学校と合併）藤花学園尾山台高等学校 ⇒ 金沢龍谷高等学校（2018年）

## 高等女学校

### 公立
- 金沢市高等女学校（1898年）⇒ 石川県高等女学校 ⇒ 石川県立高等女学校 ⇒ 石川県立第一高等女学校 ⇒ 石川県立金沢第一高等女学校 ⇒《新制》石川県立金沢第二高等学校 ⇒（1949年：共学化）石川県立金沢二水高等学校
- 石川県立金沢第二高等女学校（1923年：石川県女子師範学校に併設）⇒《新制・統合》石川県立金沢第三高等学校 ⇒ 石川県立金沢桜丘高等学校（1949年）
- 能美郡立実科高等女学校（1911年）⇒ 石川県能美郡高等女学校（1921年）⇒ 石川県立小松高等女学校 ⇒《新制・統合》石川県立小松高等学校
- 小松実科高等女学校（1925年）⇒ 小松市立高等女学校（1943年）⇒《新制・統合》石川県立小松高等学校
- 江沼郡立実科高等女学校（1911年）⇒ 石川県江沼郡高等女学校（1921年）⇒ 石川県立大聖寺高等女学校 ⇒《新制・統合》石川県立大聖寺高等学校
- 鹿島郡立実科高等女学校（1911年）⇒ 石川県立七尾高等女学校（1923年）⇒《新制・統合》石川県立七尾高等学校
- 珠洲郡立実科高等女学校（1912年）⇒ 石川県立飯田高等女学校（1924年）⇒《新制・統合》石川県立飯田高等学校
- 羽咋町立羽咋高等女学校（1926年）⇒ 石川県立羽咋高等女学校 ⇒《新制・統合》石川県立羽咋高等学校
- 輪島町立高等女学校（1926年）⇒ 石川県立輪島高等女学校 ⇒《新制・統合》石川県立輪島高等学校
- 津幡町外五町村組合津幡高等女学校（1927年）⇒ 石川県立津幡高等女学校 ⇒《新制・統合》石川県立津幡高等学校
- 松任女子実業学校（1923年）⇒ 石川県立松任高等女学校（1927年）⇒《新制・統合》石川県立松任高等学校 ⇒ 石川県立松任農業高等学校  ⇒（1963年：普通科を分離独立）石川県立松任高等学校
- 富来町立実科高等女学校（1941年）⇒ 富来町立高等女学校（1943年）⇒《新制・統合》石川県立富来高等学校 ⇒（2009年：統合）石川県立志賀高等学校
- 宇出津町立実科高等女学校（1941年）⇒ 宇出津町立高等女学校（1943年）⇒《新制・統合》石川県立宇出津高等学校 ⇒ 石川県立宇出津水産高等学校 ⇒（分離）石川県立宇出津高等学校 ⇒（2000年：統合）石川県立能都北辰高等学校 ⇒（2009年：統合）石川県立能登高等学校
- 町野町立町野女子補習学校 ⇒ 町野町立実科高等女学校（1942年）⇒ 町野町立高等女学校 ⇒《新制・統合》柳田農業高等学校町野分校 ⇒ 石川県立輪島高等学校町野分校 ⇒（1971年：独立）石川県立町野高等学校 ⇒（2001年：統合）石川県立能登青翔高等学校 ⇒（2009年：統合）石川県立能登高等学校
- 鶴来町立高等女学校（1943年）⇒《新制》鶴来町外十三ヶ村組合立鶴来高等学校 ⇒（1952年：県立移管）石川県立鶴来高等学校

### 私立
- 金城遊学館（1904年）⇒ 金城女学校 ⇒ 金城高等女学校（1924年）⇒《新制》金城高等学校 ⇒ 遊学館高等学校（1996年）
- 金沢女子学院（1925年）⇒ 藤花高等女学校（1926年）⇒《新制》藤花高等学校 ⇒（統合）尾山台高等学校 ⇒ 金沢龍谷高等学校（2018年）
- 金沢女学校（1885年）⇒ 北陸女学校（1900年）⇒（1931年：高等女学校令準拠）⇒《新制》北陸女学校中学部・高等学部 ⇒ 北陸学院中学校・高等学校（1961年）

## 実業学校

### 公立

#### 能美
- 小松町立商業学校（1921年）⇒ 石川県立小松商業学校 ⇒《新制》石川県立小松実業高等学校 ⇒ 石川県立小松高等学校 ⇒ 石川県立小松実業高等学校（1952年）⇒（1963年：分離）石川県立小松商業高等学校
- 石川県立小松工業学校（1939年）⇒《新制》石川県立小松実業高等学校 ⇒ 石川県立小松高等学校 ⇒ 石川県立小松実業高等学校（1952年）⇒（1963年：分離）石川県立小松工業高等学校

#### 石川・金沢
- 石川県勧業場（1876年：金沢区）⇒（1886年：羽咋郡東土田村へ移転）石川県農学校 ⇒（1896年：能美郡小松町へ移転）⇒（1902年：石川郡松任町馬場へ移転）⇒ 石川県立松任農学校（1926年）⇒《新制・統合》石川県立松任高等学校 ⇒ 石川県立松任農業高等学校（1953年）⇒（1963年：家政科を石川県立松任高等学校に移管）⇒（1964年：松任町三浦へ移転）⇒ 石川県立翠星高等学校（2000年）
- 金沢区工業学校（1887年）⇒ 石川県工業学校 ⇒ 石川県立工業学校 ⇒《新制》石川県立金沢工芸高等学校 ⇒ 石川県立工芸高等学校 ⇒ 石川県立工業高等学校（1958年）
- 金沢市立工業学校（1893年）⇒ 金沢市立第一工業学校（1944年）⇒《新制》金沢市立工業高等学校
  - 金沢市立第二工業学校（1944年）⇒（金沢市立第一工業学校に併合）
- 金沢市立金沢商業学校（1900年）⇒ 石川県立金沢商業学校 ⇒ 石川県立商業学校 ⇒ 石川県立金沢商業学校 ⇒《新制》石川県立金沢商業高等学校 ⇒ 石川県立金沢菫台高等学校 ⇒ 石川県立金沢商業高等学校（1959年）

#### 河北
- 津幡町外十三町村組合立河北農蚕学校（1924年）⇒ 石川県立津幡農蚕学校（1926年）⇒ 石川県立津幡農学校（1936年）⇒《新制・統合》石川県立津幡高等学校

#### 羽咋
- 石川県公立富来農業学校（1944年）⇒《新制・統合》石川県立富来高等学校 ⇒（2009年：統合）石川県立志賀高等学校

#### 鹿島
- 七尾町立商業学校（1897年）⇒ 石川県立七尾商業学校 ⇒《新制》石川県立七尾商業高等学校 ⇒（2006年：七尾工業高等学校、七尾農業高等学校と統合）石川県立七尾東雲高等学校
- 石川県立七尾農学校（1940年）⇒《新制》石川県立七尾農業高等学校 ⇒（1949年：統合）石川県立七尾高等学校 ⇒（1955年：分離独立）石川県立七尾農業高等学校 ⇒（2006年：統合）石川県立七尾東雲高等学校

#### 鳳至
- 石川県水産講習所（1898年）⇒ 石川県立宇出津水産学校（1940年）⇒《新制・統合》石川県立宇出津高等学校 ⇒ 石川県立宇出津水産高等学校（1956年）⇒（1966年：普通科が石川県立宇出津高等学校として分離独立）⇒ 石川県立水産高等学校（1967年）⇒（2000年：統合）石川県立能都北辰高等学校 ⇒（2009年：統合）石川県立能登高等学校
- 石川県柳田農学校（1937年）⇒ 石川県立柳田農学校（1940年）⇒《新制》石川県立柳田高等学校 ⇒ 石川県立柳田農業高等学校（1956年）⇒（2002年：統合）石川県立能登青翔高等学校 ⇒（2009年：統合）石川県立能登高等学校
- 穴水町立穴水農学校（1946年）⇒《新制》石川県穴水高等学校 ⇒ 石川県立穴水高等学校（1953年）

## その他
- 私立金沢高等予備学校 ⇒ 私立金沢夜間中学 ⇒ 尾山中学校 ⇒ 尾山高等学校